# Karlesgraben (Fußenauer Kanal)

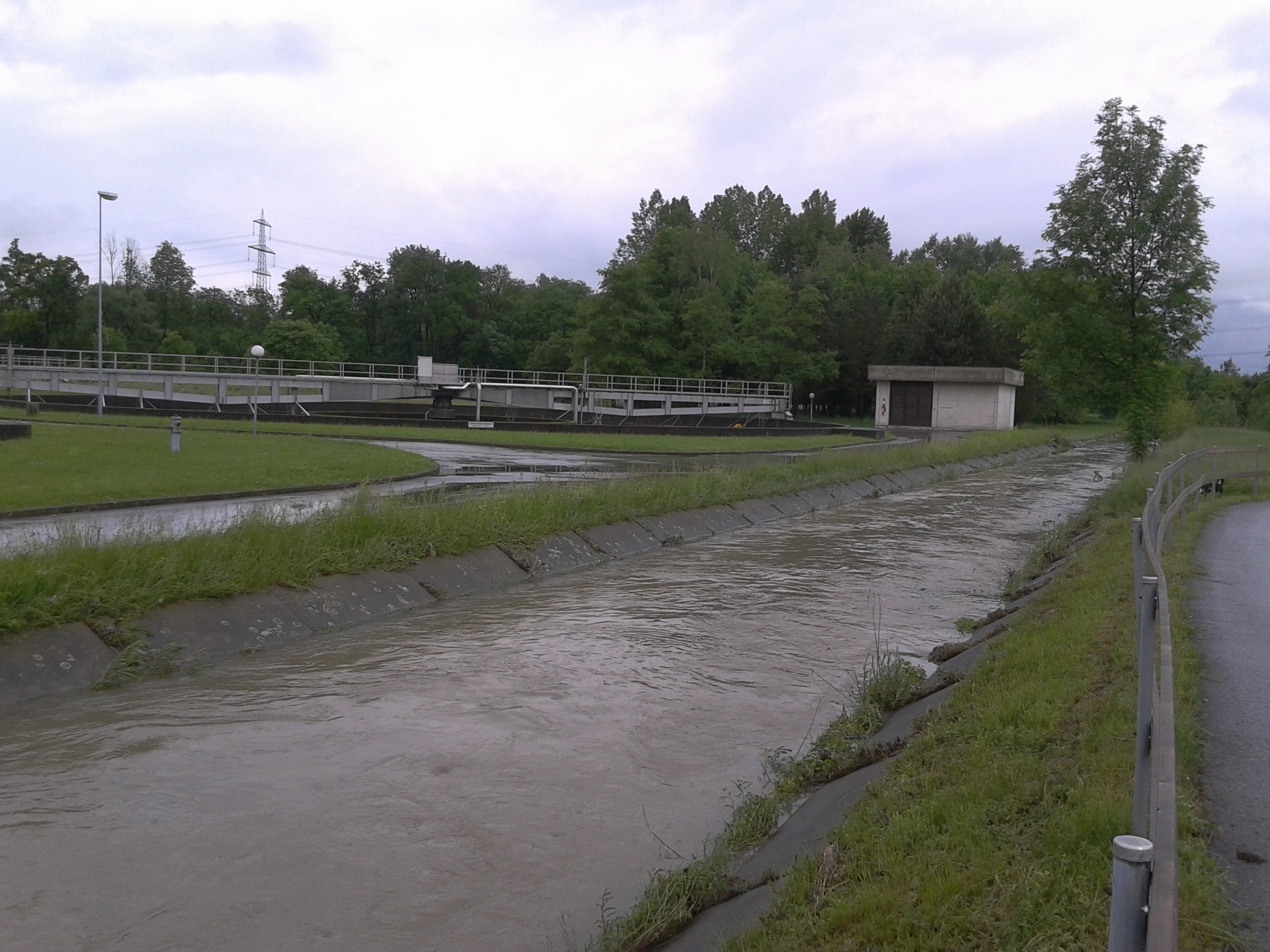
Karlesgraben nach einem Schlagwetter 2015, links die ARA Dornbirn-Schwarzach

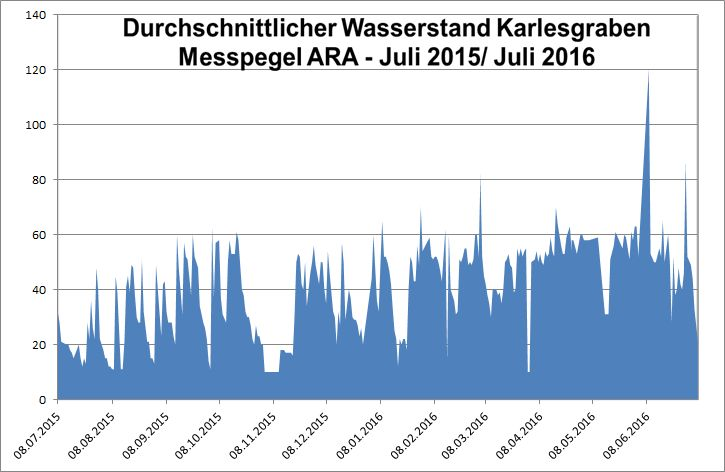
Pegelstand in den Jahren 2015–2016

Der Karlesgraben (auch: Karlsgraben) ist ein Fließgewässer und der linke Oberlauf des Fußenauer Kanals (zur Dornbirner Ach) in der Stadt Dornbirn, Bezirk Dornbirn, Vorarlberg, Österreich.
Der Karlesgraben ist fast auf seiner ganzen Länge kanalisiert oder verrohrt oder durch künstliche Uferfassungen bzw. ein künstliches Bachbett denaturiert. Seine Wasserführung schwankt stark zwischen sehr hoch nach rezenten Niederschlägen und kümmerlich nach längeren Trockenperioden. 

## Name
Der Name Karlesgraben kommt ausschließlich für dieses Gewässer in Vorarlberg vor. Der Graben wurde 1831 vom Fabrikanten Karl Ulmer als unterster Teil des Müllerbachs angelegt. Der Vorname von Carl Ulmer wurde sodann namensgebend für diesen Bach. Der Karlesgraben war in Dornbirn wiederum namensgebend für die bogenförmige Wohnstraßen Am Karlesgraben im Ortsteil Forach (Bezirk Rohrbach).

## Früherer Verlauf und Quelle
Ob und inwieweit der Verlauf des Karlsgraben mit dem des Fischbachs in früherer Zeit übereinstimmte ist nicht gesichert überliefert. Über eine Länge von etwa 1,2 km am Oberlauf fließen noch heute der Karlsgraben und der Fischbach weitgehend parallel, mit nur 40 bis 150 m Abstand voneinander. Die Quelle des Karlsgraben dürfte jedenfalls aus den am Fallenberg versickerten Gewässern entstammen, wie auch des früheren Fischbachs. Das Wasser des Karlsgraben wurde Jahrhundertelang für die Textilerzeugung abgeleitet und genutzt.

## Zuflüsse
Der heutige Karlesgraben entspringt unterhalb einer Fabrikhalle der Fa. F. M. Hämmerle, ehemaliges Werk Fischbach (auch: Rotfarb-Fabrik) bei Gewässerkilometer (GeKm) 2,935 auf etwa 430 m ü. A. und führt grundsätzlich von Südosten nach Nordwesten mitten durch das Siedlungsgebiet von Dornbirn. Er führt vom Werk Fischbach verrohrt unter der Dr. Anton-Schneiderstraße (L3) durch zum Feuerwehrhaus und weiter unter mehreren Gewerbebetrieben im Ortsteil Schwefel. Etwa bei GwKm 2,13 zweigt ein Entlastungsgerinne nach Norden ab und mündet bei GwKm 1,825 wieder in den Karlesgraben. Ein weiterer Abzweiger führt etwa bei GwKm 1,875 vom Karlesgraben in den Müllerbach. Bei GwKm 1,37 des Karlesgraben mündet der Müllerbach als wichtigster Zubringer sodann in diesen. Den Fliederweggraben nimmt der Karlesgraben etwa bei GwKm 1,115 auf. Bei GwKm 0,76, in Höhe der Abwasserreinigungsanlage Dornbirn-Schwarzach, führt der Regenüberlauf der Abwasserreinigungsanlage in den Karlesgraben. Am unteren Ende der Abwasserreinigungsanlage speist der Foracheckgraben (etwa bei GwKm 0,625) und bei GwKm 0,49 der Forachgraben, jeweils mit geringem Zulauf, ein. Als letzter Zulauf, etwa bei GwKm 0,249, erfolgt die Einspeisung des Vorder Achgraben, kurz vor dem Tierheim.
Der Karlesgraben vereinigt sich bei der Parzelle Fußenau mit dem von Süden kommenden Fischbach auf 405 m ü. A. zum Fußenauer Kanal, der mit der Gewässerkilometrierung des Fischbachs in Zuflussrichtung des Fischbachs weiterläuft und dann in die Dornbirner Ach mündet.